# 武汉大学教学研究机构列表
武漢大學教學研究機構列表，列舉武漢大學的教學機與研究機構。

## 学院

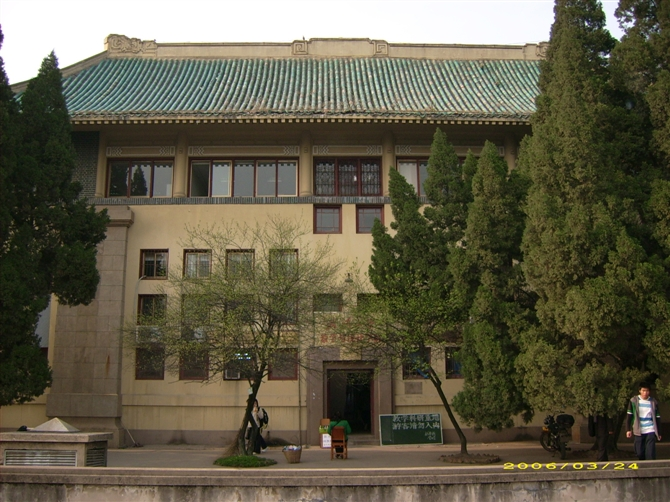
武汉大学数学与统计学院

1. 弘毅学堂
2. 数学与统计学院
3. 物理学院
4. 化学学院
5. 公共管理学院
6. 生命科学学院
7. 资源与环境学院
8. 信息管理学院
9. 经济与管理学院
10. 法学院
11. 马克思主义学院
12. 教育科学学院
13. 文学院
14. 历史学院
15. 哲学学院
16. 外国语学院
17. 国学院
18. 外国语言文学学院
19. 新闻与传播学院
20. 测绘学院
21. 水利水电学院
22. 武汉大学电气工程学院
23. 武汉大学计算机学院
24. 遥感信息工程学院
25. 电子信息学院
26. 动力与机械学院
27. 城市设计学院
28. 土木建筑工程学院
29. 国际软件学院
30. 医学部
31. 基础医学院
32. 口腔医学院
33. 公共卫生学院
34. 护理学院
35. 药学院
36. 第一临床医学院
37. 第二临床医学院
38. 医学职业技术学院
39. WTO学院

## 系别
1. 数理经济与数理金融系
2. 艺术学系学
3. 社会学系
4. 印刷与包装系

## 研究中心、研究院、研究所
1. 高等研究院
2. 高级研究中心
3. 中国边界研究院
4. 网络经济研究中心
5. 日尔曼研究中心
6. 立法学研究中心
7. 财经新闻研究中心
8. 东南亚学研究中心
9. 日本研究中心
10. 韩国学研究中心
11. 东方学研究院
12. 国学研究院
13. 知识产权研究院
14. 人口研究所
15. 重离子物理研究所
16. 遥感与地理信息系统研究所
17. 微电子学研究所
18. 社会学人类学研究所
19. 比较文学与比较文化研究所
20. 高等教育研究所

## 国家重点实验室
1. 软件工程国家重点实验室
2. 测绘遥感信息工程国家重点实验室
3. 水资源与水电工程科学国家重点实验室
4. 病毒学国家重点实验室
5. 杂交水稻国家重点实验室
6. 湍流与复杂系统研究
7. 稀土材料化学及应用
8. 区域光纤通信网与新型光通信系统
9. 文字信息处理技术
10. 第四纪年代测定技术
11. 电子光学与电子显微镜
12. 暴雨检测与预报
13. 环境模拟与污染控制
14. 天然药物及仿生药物
15. 微米/纳米加工技术
16. 核物理与核技术

## 国家工程研究中心
1. 国家多媒体软件工程技术研究中心
2. 国家卫星定位系统工程技术研究中心

## 教育部重点实验室
1. 数学与应用数学
2. 生物有机与分子工程
3. 量子信息与测量
4. 纳米器件物理与化学
5. 地表过程分析与模拟
6. 水沙科学
7. 造山带与地壳演化
8. 神经科学
9. 分子心血管
10. 高分子化学与物理
11. 流行病学
12. 信息数学与信息行为

## 卫生部重点实验室
1. 心血管分子生物学与调节肽卫生部开放实验室
2. 精神卫生学卫生部开放实验室
3. 肾脏疾病卫生部开放实验室
4. 神经科学卫生部开放实验室
5. 医学免疫学卫生部开放实验室
6. 生育健康卫生部开放实验室

## 教育部网上合作研究中心
1. 数学与应用数学
2. 生命科学与生物技术
3. 应用化学
4. 软件科学与技术
5. 核科学与核技术
6. 脑科学与认知科学

## 教育部人文社会科学重点研究基地
1. 环境法研究所
2. 中国传统文化研究中心
3. 信息资源研究中心
4. 经济发展研究中心
5. 社会保障研究中心
6. 国际法研究所
7. 媒体发展研究中心
8. 东方文学研究中心
9. 汉语语言学研究中心
10. 教育经济研究所
11. 外国哲学研究所
12. 政治发展与政府管理研究所
13. 中国古文献研究中心
14. 中国考古学研究中心
15. 中国社会与发展研究中心
16. 美学与美育研究中心
17. 宪法与行政法研究中心